# Heinz Bechert
Heinz Bechert (* 26. Juni 1932 in München; † 14. Juni 2005 in Göttingen) war ein deutscher Indologe und Buddhologe. Er war Professor für Indologie in Göttingen.

## Leben
Heinz Bechert war der Sohn des Rechtsanwalts und Rechtshistorikers Rudolf Bechert und dessen Ehefrau Herta Bechert, geborene Bade.
Bechert studierte an den Universitäten München und Hamburg, war als Wissenschaftlicher Assistent an der Universität Saarbrücken und an der Universität Mainz tätig und wurde zum Dr. phil. promoviert. Von 1964 bis 1965 lehrte er als Privatdozent in Mainz. Er war von 1965 bis 2000 Inhaber des indologischen Lehrstuhls und Seminardirektor an der Universität Göttingen. 1971 wurde auf seine Initiative hin das ehemalige „Indologische Seminar“ in „Seminar für Indologie und Buddhismuskunde“ umbenannt.
Die Forschungsschwerpunkte von Bechert waren Indologie und der Buddhismus mit Schwerpunkt Theravada-Buddhismus in Sri Lanka, Südostasien und Nepal. Darüber hinaus befasste er sich mit buddhistischer Sanskrit-Überlieferung in Zentralasien sowie der politischen und sozialen Bedeutung der buddhistischen Religionsgemeinschaft bis in die Gegenwart.
Seine Sprachkenntnisse umfassten in unterschiedlicher Ausprägung Sanskrit, mittelindische Sprachen (Pali, mehrere Prakrits), Tibetisch, Singhalesisch und Birmanisch.
Er publizierte zahlreiche wissenschaftliche Arbeiten und Werke. Er war zusammen mit Ernst Waldschmidt Herausgeber des Sanskrit-Wörterbuch der buddhistischen Texte aus den Turfan-Funden.
Heinz Bechert war ab 1963 mit Marianne Bechert, geborene Würzburger, verheiratet.

## Mitgliedschaften
- ordentliches Mitglied der Akademie der Wissenschaften Göttingen (1968)
- assoziiertes Mitglied der Académie royale de Belgique in Brüssel (1973)
- Kungl. Vitterhets Historie och Antikvitets Akademie (Kgl. Schwedische Akademie)
- Academia Europaea (Cambridge)
- Mitgliedschaft im Kuratorium für das Institut für Kultur- und Geistesgeschichte Asiens der Österreichischen Akademie der Wissenschaften
- Royal Asiatic Society, Sri Lanka Branch (Colombo)
- The Siam Society (Bangkok)
- International Institute of Tamil Studies (Chennai)
- Maha Bodhi Society (Kolkata)
- Tokai Association of Indian and Buddhist Studies (Nagoya)

## Schriften (Auswahl)
als Autor
- Bruchstücke buddhistischer Verssammlungen. 1961.
- Sanskrittexte aus Ceylon. 1962.
- Buddhismus, Staat und Gesellschaft. 3 Bände. 1966–1973.
- Singhalesische Handschriften. 1969.
- Buddhismus in Ceylon. 1978.
- Burmese Manuscripts. 1979.
- Einführung in die Indologie. 1979.
- Die Sprache der ältesten buddhistischen Überlieferung. 1980.
- mit Richard Gombrich: Der Buddhismus. Geschichte und Gegenwart („The world of buddhism“). 3. Auflage. C.H.Beck, München 2008, ISBN 978-3-406-57346-0 (früherer Titel Die Welt des Buddhismus).
- mit Hans Küng: Christentum und Weltreligionen. Buddhismus. 4. Auflage. Piper, München 2003, ISBN 3-492-22130-0.

als Herausgeber
- Die Reden des Buddha (Gautama Buddha). Lehre, Verse, Erzählungen (Herder-Spektrum; 4797). Herder, Freiburg/B. 2000, ISBN 3-451-04797-7.
- mit Klaus Wille: Sanskrithandschriften aus den Turfanfunden. Steiner Verlag, Stuttgart 1989 ff.
  - Bd. 6: Die Katalognummern 1202–1599. 1989, ISBN 3-515-03023-9.
  - Bd. 7: Die Katalognummern 1600–1799. 1995, ISBN 3-515-07205-5.
  - Bd. 8: Die Katalognummern 1800–1999. 2000, ISBN 3-515-07205-5.
  - Bd. 9: Die Katalognummern 2000–3199. 2004, ISBN 3-515-07346-9.
- Birmanische Handschriften. Steiner Verlag, Stuttgart 2000 ff.
  - Bd. 4: Die Katalognummern 736–900. 2000, ISBN 3-515-07363-9.
  - Bd. 5: Die Katalognummern 901–1015, 2004, ISBN 3-515-08460-6 (zusammen mit Anne Peters).
- mit Ernst Waldschmidt: Sanskrit-Wörterbuch der buddhistischen Texte aus den Turfan-Funden und der kanonischen Literatur der Sarvāstivāda-Schule. Verlag Vandenhoeck & Ruprecht, Göttingen 1993 ff. (erscheint in Lieferungen; bis 2014 Bd. 1 bis 3 erschienen, Band 4 teilweise).
- Veröffentlichungen des Seminars für Indologie und Buddhismuskunde der Universität Göttingen, Heinz Bechert (Hrsg.)
  - Nr. 6  Die Morgen- und Abendliturgie der chinesischen Buddhisten, Marcus Günzel, 1994, ISBN 3-9803052-2-8.
  - Nr. 7  Die Taiwan-Erfahrung des chinesischen Saṅgha, Zur Entwicklung des buddhistischen Mönchs- und Nonnenordens in der Republik China nach 1949, Marcus Günzel, 1998, ISBN 3-9803052-3-6.